# Amanvillers
Amanvillers település Franciaországban, Moselle megyében. Lakosainak száma 2154 fő (2022. január 1.). Amanvillers Saint-Ail, Châtel-Saint-Germain, Lorry-lès-Metz, Norroy-le-Veneur, Sainte-Marie-aux-Chênes, Saint-Privat-la-Montagne, Saulny és Vernéville községekkel határos.

## Népesség
A település népességének változása:
| Lakosok száma | 1026 | 1456 | 1784 | 2117 | 2199 | 2192 | 2161 | 2098 | 2087 | 2154 |
|               | 1968 | 1982 | 1990 | 2006 | 2013 | 2015 | 2017 | 2019 | 2020 | 2022 |